# Защитная нить
Защитная нить — один из элементов защиты бумажных банкнот и документов от подделывания. Представляет собой введённую в купюру тонкую полоску (из полимера, металла и т. д.) шириной от 1 мм и более. Впервые защитную нить применили в банкноте номиналом в один фунт стерлингов 1940 года. На 2018 год является неотъемлемой составляющей денежных знаков большинства стран мира. Фальшивомонетчики научились достаточно качественно имитировать скрытые в толще или выходящие наружу защитные нити. В связи с этим с 2010 года в оборот поступают банкноты с использованием более сложных технологий. Так, защитная нить на ста долларах США представляет собой систему микролинз, а на российских банкнотах содержит комплекс голографических изображений.

## История
В 1829 году организатор первых фабрик по производству бумаги Джон Диккинсон запатентовал в Англии технологию по производству бумаги с защитными нитями. Материалом, из которого изготавливали нить, был шёлк. Бумага с защитными шёлковыми нитями стала известна в том числе благодаря тому, что её использовали для изготовления первых в истории почтовых марок «Чёрный пенни». В 1867 году патент на производство бумаги с защитными нитями был выдан в США.
В современных банкнотах массового выпуска технологию впервые применили британцы в 1940 году. Это было не в последнюю очередь связано с необходимостью защитить свои фунты от подделывания, так как в нацистской Германии над этим серьёзно работала целая группа специалистов. Нововведение получило широкое распространение. В США их стали применять в начале 1990-х годов. На 2007 год около 80 % выпускаемых банкнот содержали защитные нити.

## Разновидности защитных нитей
По характеру расположения выделяют:
- полностью скрытые в банкноте (примеры 1 и 2);
- выходящие на поверхность
  - «ныряющего» типа (пример 3)
  - в специальных окнах (пример 6)
  - по всей длине, когда скрытая часть нити находится по краям

Скрытые защитные нити не образуют утолщения, видны исключительно на просвет. Они могут быть:
- непрозрачными
  - полностью
  - с прозрачными текстом и/или изображениями
- прозрачными с непрозрачными текстом и/или изображениями (пример 2)

Защитная нить «ныряющего» типа периодически выходит на поверхность. При просвечивании выглядит единой тёмной полосой. Процесс создания таких нитей приводит к формированию технологических водяных знаков в виде тёмных, перпендикулярных нити, прямоугольных полос. Одним из ноу-хау Банка России стала технология создания бумаги VFI (Variable Figure Image — варьируемый фигурный образ), при которой защитная нить выходит на поверхность в виде сложного фигурного окна. Данный тип «ныряющих» защитных нитей можно увидеть на банкнотах в 500 и 1000 рублей 2010 года. Также они обладают защитными признаками «Скат» и «Хамелеон» (пример 6). Оба эти термина в отношении защитных нитей обозначают их особое свойство — смена изображения при изменении угла зрения.
На пластиковую основу защитной нити зачастую наносят металлическое покрытие. Металлическое покрытие может покрывать не всю нить, свободные от него участки образуют тексты или рисунки. В ряде случаев покрытие обладает магнитными и/или люминесцирующими свойствами при воздействии ультрафиолетовых лучей (пример 4). В зависимости от особенностей покрытия свечение будет либо однородным, либо переливчатым.
Защитные нити Motion™ фирмы Crane представляют собой систему микролинз (пример 5). Изображение под линзами визуально увеличивается, а при смене угла зрения «плывёт» по нити. Эту технологию на 2017 год используют при производстве банкнот США, Великобритании, Швеции и ряда других стран.
В 2009 году акционерное общество «Гознак» на основе голографических технологий разработало защитный признак «Мобайл» (пример 7). Он реализован на банкнотах номиналом в 5000 рублей 2010 года и на памятной «крымской» 2015 года в 100 рублей. Так, на фрагменте выходящей на лицевую сторону пятитысячной купюры видны числа «5000». При изменении угла зрения отмечается смещение одних цифр относительно других. На сторублёвой «олимпийской» банкноте реализован ещё один защитный признак «Зебра». В бумагу помещена прозрачная полимерная лента шириной 1,5 см. Отсутствие бумаги в области «окна» даёт возможность увидеть различные специфические визуальные эффекты.
Защитные нити могут быть и неровными. Фигурная или крылатая нить имеет неровный профиль краёв. Форма «крылышек» варьирует. Они могут находиться в бумажном слое, могут выходить наружу, в зависимости от поставленной перед разработчиком задачи и технологического процесса.

## Способы имитации
Защитная нить, как и водяной знак, является важным элементом, усложняющим повторение банкноты фальшивомонетчиками. К способам имитации скрытой защитной нити относят надпечатку, помещение полоски на внутренней поверхности одной из половинок фальшивки перед склеиванием. «Ныряющую» нить подделывают путём нанесения надпечаток или надрисовкой. Возможно приклеивание полосок фольги. Такие методы не дают возможности достичь визуального эффекта непрерывности нити при просвечивании. Для устранения этих недочётов фальшивомонетчики могут дополнять полоски фольги на внешней стороне вклеиванием полоски между двумя частями фальшивки, нанесение серой краски и т. п. При таком способе имитации достаточно сложно обеспечить визуальную непрерывность и однородность нити на просвет, так как речь идёт о двух различных технологических процессах. Фальшивомонетчики в данном случае рассчитывают на обычную невнимательность человека.
Одним из распространённых методов является прошивка полоской фольги одной из сторон через специально сделанные надрезы в бумаге. Также возможно создание «окон» в месте предполагаемого выхода нити.

## Примеры

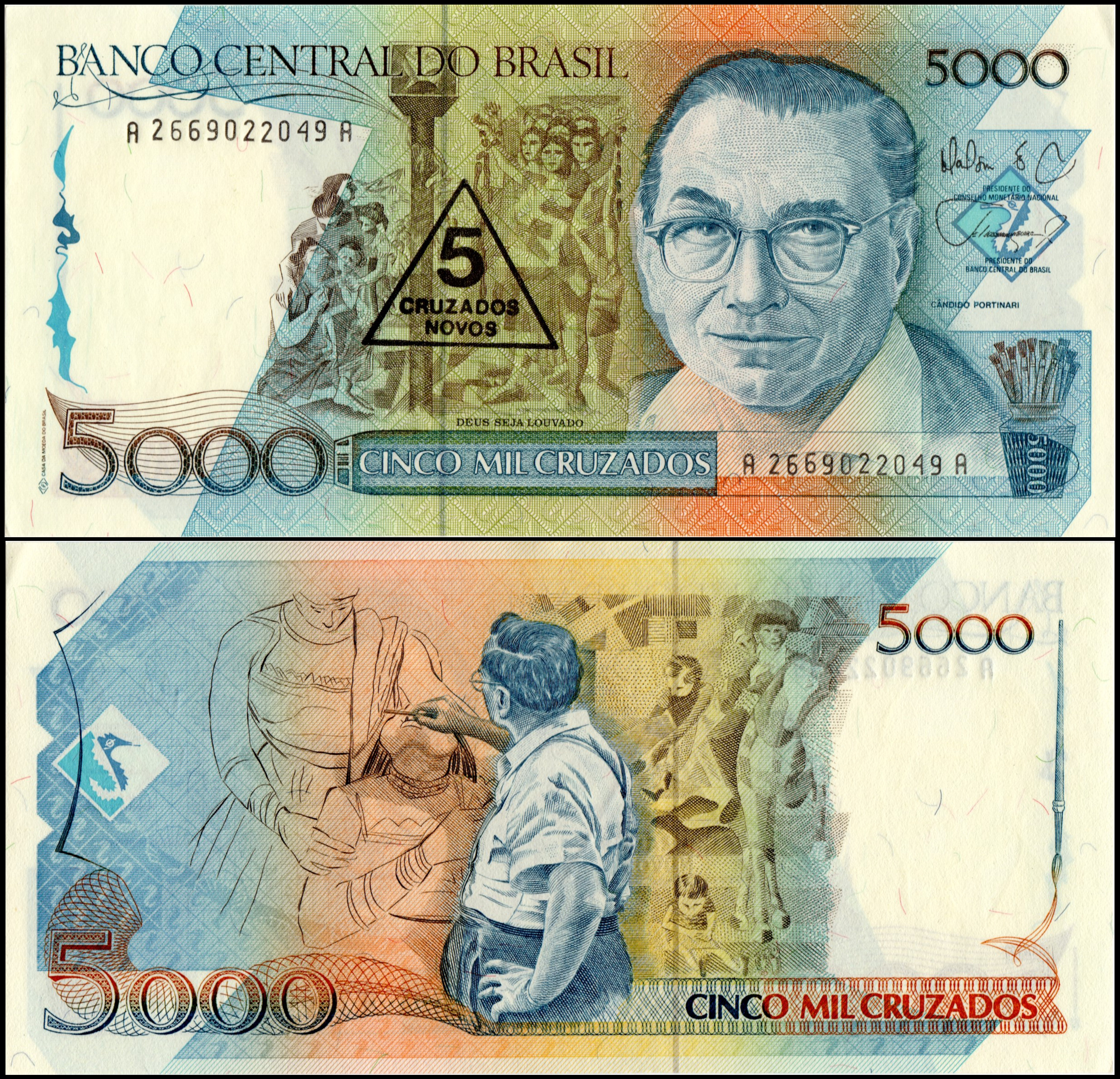
1. Скрытая защитная нить на 5000 бразильских крузадо 1988 года
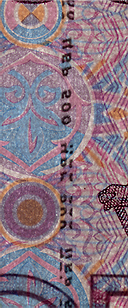
2. Прозрачная защитная нить с непрозрачным текстом на 500 российских рублях 1997 года
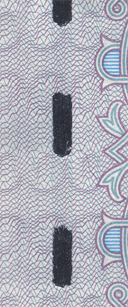
3. «Ныряющая» защитная нить на 1000 российских рублях 2004 года
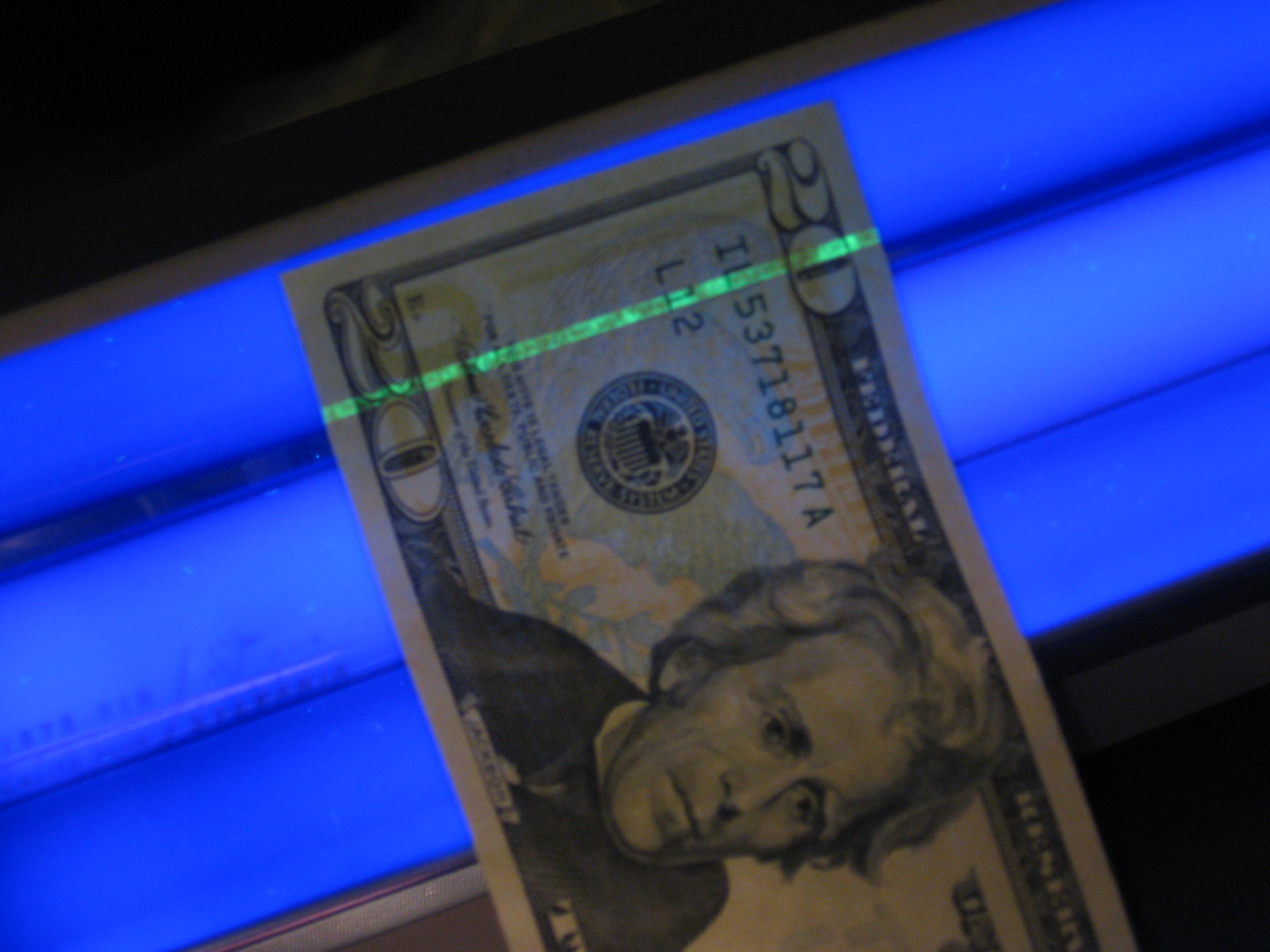
4. Люминесцирующая защитная нить на банкноте 20 долларов США
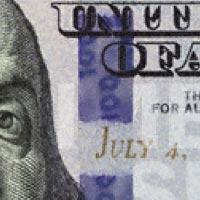
5. Защитная нить с системой микролинз на банкноте 100 долларов США 2009 года
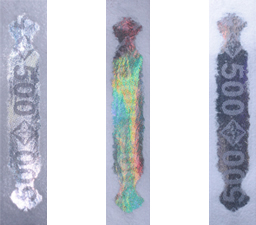
6. Эффект «Хамелеон» на защитной нити 500 российских рублей 2010 года
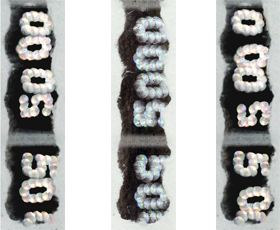
7. Эффект перемещения цифр на защитной нити на примере 5000 российских рублей 2010 года